# Sound Aspects
Sound Aspects was een Duits onafhankelijk platenlabel. Het werd begin jaren tachtig opgericht door Pedro de Freitas en heeft sindsdien albums uitgebracht van vooral Amerikaanse musici die Creative Jazz spelen.
Het eerste album was The East Side Suite van het John Lindberg Trio (1983). Daarna volgden platen van Faruq Z. Bey, Anthony Braxton, Marty Ehrlich, Kahil El'Zabar, Gerry Hemingway, Robin Holcomb, Wayne Horvitz, Steve Lacy, Butch Morris, Bobby Previte en Paul Smoker. Vanaf het eind van de jaren tachtig kwamen ook steeds meer albums van Europese musici uit de Creative Jazzscene en de geïmproviseerde muziek op Sound Aspects uit, platen van onder meer Georg Gräwe, Ernst Reijseger, Reiner Winterschladen, Andreas Willers en Fritz Hauser. 
In 1992 stopte het label met het produceren van albums en kwamen er alleen nog oude opnames uit de overgangsperiode van het freejazztijdperk en het begin van de Knitting Factorygeneratie.

## Releases
| SAS | Artists                                                                       | Titel                                      | Rec.      |
| --- | ----------------------------------------------------------------------------- | ------------------------------------------ | --------- |
| 001 | John Lindberg                                                                 | The East Side Suite                        | 1983      |
| 002 | Marty Ehrlich                                                                 | The Welcome                                | 1984      |
| 003 | Anthony Braxton                                                               | Composition 113                            | 1983      |
| 004 | Griot Galaxy                                                                  | Opus Krampus                               | 1984      |
| 005 | Pinguin Moschner                                                              | Tuba Love Story                            | 1984      |
| 006 | Paul Smoker Trio                                                              | Mississippi River Rat                      | 1984      |
| 007 | Spencer Barefield / Anthony Holland / Tani Tabbal                             | Live At Nickelsdorf Konfrontationen        | 1984      |
| 008 | Bobby Previte                                                                 | Bump the Renaissance                       | 1985      |
| 009 | Anthony Braxton                                                               | with Robert Schumann String Quartet        | 1979      |
| 010 | Butch Morris                                                                  | Current Trends in Racism in Modern America | 1985      |
| 011 | Kahil El’Zabar                                                                | The Ritual                                 | 1985      |
| 012 |                                                                               |                                            |           |
| 013 | Steve Lacy / Ulrich Gumpert                                                   | Deadline                                   | 1985      |
| 014 | Wayne Horvitz / Butch Morris / Robert Previte                                 | Nine Below Zero                            | 1986      |
| 015 | Butch Morris                                                                  | Homeing                                    | 1987      |
| 016 | Kahil El’Zabar                                                                | Another Kind of Groove                     | 1986      |
| 017 | Gerry Hemingway                                                               | Outerbridge Crossing                       | 1985      |
| 018 | Paul Smoker                                                                   | Alone                                      | 1986      |
| 019 | Wayne Horvitz / Butch Morris / Robert Previte Play the Music of Robin Holcomb | Todos Santos                               | 1988      |
| 020 | Andy Laster                                                                   | Hippo Stomp                                | 1987      |
| 021 | Kahil El’Zabar                                                                | Sacred Love                                | 1985      |
| 022 | Gerry Hemingway                                                               | Tubworks                                   | 1983–1987 |
| 023 | Anthony Braxton / Rova Saxophone Quartet                                      | The Aggregate                              | 1986/1988 |
| 024 | Paul Smoker                                                                   | Come Rain or Come Shine                    | 1986      |
| 025 | New Winds                                                                     | The Cliff                                  | 1986      |
| 026 | Robin Holcomb                                                                 | Larks, They Crazy                          | 1989      |
| 027 | Kahil El’Zabar with David Murray                                              | Golden Sea                                 | 1989      |
| 028 | Chris Brown / Larry Ochs / William Winant                                     | Room                                       | 1987/1987 |
| 029 | Clark Suprynowicz / Rinde Eckert                                              | In Sleep a King                            | 1987      |
| 030 | Spencer Barefield                                                             | After The End                              | 1989      |
| 031 | Andrew Voigt / Anthony Braxton                                                | Kol Nidre                                  | 1988      |
| 032 | Kxutrio (Heinrich Lukas Lindenmaier)                                          | Riff-ifi                                   | 1990      |
| 033 | Hans Koch / Martin Schütz / Käppeli                                           | The Art of the Staccato                    | 1988      |
| 034 | Andreas Willers with Louis Sclavis & Gabriele Hasler                          | The Private Ear                            | 1990      |
| 035 | Andy Laster                                                                   | Twirler                                    | 1988      |
| 036 | John Rapson                                                                   | Bing                                       | 1989      |
| 037 | Rova Saxophone Quartet                                                        | Long On Logic                              | 1990      |
| 038 | Anthony Braxton                                                               | Prag 1984 (Quartet Performance)            | 1984      |
| 039 | A. Spencer Barefield / Oliver Lake / Andrew Cyrille                           | Live at Leverkusener Jazztage              | 1990      |
| 040 | Kahil El’Zabar                                                                | Alika Rising                               | 1990      |
| 041 | Jason Hwang                                                                   | Unfolding Stone                            | 1989      |
| 042 | Tom Cora                                                                      | Gumption in Limbo                          | 1982      |
| 043 | Reiner Winterschladen / Krämer / Manderscheid                                 | Unroll                                     | 1989      |
| 044 | New Winds                                                                     | Traction                                   | 1991      |
| 045 | Morsch-Ach-Bla-Sor-Chester                                                    | Modaladom                                  | 1990      |
| 046 | Morsch-Ach-Bla-Sor-Chester                                                    | Esperar                                    | 1990      |
| 047 | Tatsu Aoki                                                                    | Needless to Say                            | 1992      |
| 048 | Andreas Willers                                                               | Cityscape                                  | 1992      |
| 049 | Georg Graewe / Ernst Reijseger / Gerry Hemingway                              | Zwei Nächte in Berlin                      | 1990      |
| 050 | Edward Wilkerson                                                              | Light on the Path                          | 1992      |
| 051 | Andy Laster                                                                   | Hydra                                      | 1992      |
| 052 | -                                                                             | -                                          | -         |
| 053 | Fritz Hauser                                                                  | 11 Stücke für Soloschlagzeug               | 1992      |